# 사천 아두섬 공룡화석 산지
사천 아두섬 공룡화석 산지(泗川 鵝頭섬 恐龍化石 産地)는 경상남도 사천시 신수동, 아두섬에 위치한 천연기념물이다. 2006년 12월 5일 천연기념물 제474호로 지정되었다.

## 발견 경위
2002년 초가을 아두섬을 조사하던 김경수 진주교대 과학교육과 교수(41·당시 충북과학고 교사)에 의해 최초로 발견되었다. 경사지게 침식된 경상 누층군에 다양한 모양의 공룡발자국 화석 10여 개가 선명하게 찍혀 있었다. '오호라, 조각류(鳥脚類·두 다리 또는 네 다리로 보행하는 초식공룡) 녀석이 먼저 걸어 간 뒤 세월이 흘러 익룡(翼龍·날아다니는 파충류)과 용각류(龍脚類·목이 길고 몸집이 큰 초식공룡) 녀석이 차례로 지나갔군!’ 2억2500만 년 전부터 6500만 년 전까지 중생대를 지배한 공룡. 이들의 자취를 확인하고 당시 상황을 추측하니 온몸이 짜릿했다. 그런데 익룡 발자국이 이상했다. 앞발은 온데간데없고 뒷발 발자국뿐이었다. 익룡은 4족 보행을 했다는 게 일반적 학설이지만 2족 보행도 했다는 주장이 나오면서 세계 학계가 대립하는 상황이었다. 이 발자국으로 익룡이 2족 보행도 했다는 사실을 명쾌하게 확인할 수 있었다. 김 교수는 아두섬에서 공룡발자국 화석 외에도 다수의 공룡알 화석과 공룡뼈 화석을 발견했다. 화석을 찾아 남해안을 이 잡듯이 뒤져 온 김 교수에게 노다지나 다름없는 섬이었다.

## 천연기념물 지정사유
용각류 및 수각류 공룡의 보행렬이 발달해 있고 공룡알 둥지가 발견되어 아두섬 전체가 공룡의 서식 근거지로서 공룡의 생태학적 연구가치가 높다.특히, 화성, 보성에서 발견된 공룡알 화석과 비견될 정도의 공룡알 화석들이 둥지를 이루고 있으며, 여러 지점에서 발견되고 있는 공룡뼈 화석은 국내에서는 그리 흔하게 발견되지 않고 있어 학술적 가치가 매우 높아 천연기념물로 지정되었다.

## 공개 제한
동 공룡화석 산지의 보존 및 훼손 방지를 위하여 2006년 12월 5일부터 별도 제한조치 해제시까지 공개를 제한하고 있다. 문화재보호법 제33조제2항의 규정에 의한 문화재청장의 공개제한에 위반하여 문화재를 공개하거나 동조 제5항의 규정에 의한 허가를 받지 아니하고 출입한 자는 2년 이하의 징역 또는 2천만원 이하의 벌금에 해당하는 처벌을 받는다(문화재보호법 제91조 제8의2호). 다만, 국가 및 당해 문화재관리단체가 보존·관리를 위하여 필요한 경우에는 출입할 수 있다.

## 같이 보기
- 경상 누층군
- 사천시의 지질
- 아두섬
- 화성 고정리 공룡알화석 산지
- 보성 비봉리 공룡알화석 산지

## 참고 자료
- 사천 아두섬 공룡화석 산지 - 국가유산청 국가유산포털